# ザ・ボイス そこまで言うか!
『ザ・ボイス そこまで言うか!』（ザ・ボイス そこまでいうか）は、ニッポン放送で2012年1月9日から2018年3月29日まで放送されていた報道番組である。

## 番組概要
ニッポン放送は、2011年上半期に東日本大震災の発生を契機に媒体としてラジオの存在を見直し、同年下半期の聴取率調査週間に『上柳昌彦 ごごばん!』の放送枠で、特別番組『ザ・ニュースショー〜そこまで言うか!〜』シリーズを8月、10月、12月編成。
同年12月6日、同局9階第一会議室にて当該番組の制作発表会見を実施。同会見にて、当時：代表取締役社長の村山創太郎が「日本の言論の自由が不自由だとは感じない。逆に日本ほど自由なところはないんじゃないかと思っている。番組でも真実を放送していく」と意気込みを示した。ニッポン放送が平日夕方のワイド枠でニュースを扱う番組を編成したのが、『垣花正のニュースわかんない!?』終了以来7年9か月振りである。
また、番組開始直前に初代木曜のコメンテーターであった、青山とのパイロット番組を経て、2012年1月9日放送開始。同年4月2日から放送時間を10分短縮した。
番組構成は、日替わりで参加するコメンテーターが日々のニュースを語る。項目は政治（国政、国際情勢）・経済・社会情勢が中心となり、スポーツニュースは原則『ショウアップナイタープレイボール』やナイターオフ期の各番組内のスポーツニュースコーナーで扱う。番組の放送中に、リスナーからのメールもしくは番組のハッシュタグ「#voice1242」が付されたツイートを紹介する。ラジオの地上波放送では関東ローカル扱いとなるが、後述のYoutubeなどのネット配信やポッドキャスト配信及びRadikoプレミアムで同時放送していた為、全国各地や在外日本人のリスナーから支持を得ていた為、番組に多数のメッセージが寄せらてれた。
2013年9月、木曜のレギュラーコメンテーターであった青山の放送回が「平成25年度 日本民間放送連盟賞 番組部門ラジオ教養番組」で優秀を受賞。
2018年2月19日放送分のオープニングトークにて、飯田から同年4月2日に番組開始した朝の報道番組『飯田浩司のOK! Cozy up!』を担当するため、3月29日放送分で番組終了を告知。翌週、同年2月26日放送分にて、『ザ・ボイス』のレギュラーコメンテーターの多くは飯田の番組に出演すると発表し、3月29日放送分をもって番組は放送終了。同時間放送枠の後継番組は『草野満代 夕暮れWONDER4』が、4月2日から放送開始 し、同番組の企画や活動は後述の「『飯田浩司 そこまで言うか!』プロジェクト」に移行された。

## 出演者

### アンカーマン
- 飯田浩司（ニッポン放送アナウンサー）[注 4]

### レギュラーコメンテーター
- 月曜日：長谷川幸洋（ジャーナリスト、当時：東京・中日新聞論説委員[注 6]） - 2015年10月6日 - 2018年3月26日[注 7]
- 火曜日：宮崎哲弥（評論家） - 2013年7月2日 - 2018年3月27日[注 8]
- 木曜日（隔週）：有本香（ジャーナリスト） - 2016年8月2日 - 2018年3月29日[注 9][注 10]、高橋洋一（数量政策学者） - 2016年8月9日 - 2018年3月27日[注 11][注 12]

#### レギュラーコメンテーター出演対応
他のラジオ番組の様にレギュラーが別仕事等で休演の場合代役を立てるが、当該番組は識者オピニオンが肝だったので、『ザ・ベストテン』（TBSテレビ）の「追っかけリポート」の様に飯田やスタッフが現場に赴いて番組進行した

### ゲストコメンテーター
2015年8月、聴取率調査週間の討論企画が開始。2016年4月以後から、主に宮崎が出演する回で恒常的に対談形式になり、翌年2017年から宮崎が出演する曜日のみレギュラーで対談形式に移行した
| 週替わり及びレギュラーの代理コメンテーター | 週替わり及びレギュラーの代理コメンテーター                                |
| 日時 | ゲスト                                                                    |
| --- | ------------------------------------------------------------------------- |
| 2012年1月12日 2017年8月23日 2018年3月7日 | 辛坊治郎（ニュースキャスター、元読売テレビアナウンサー・解説委員長）      |
| 2012年1月18日 2012年3月14日 2012年4月4日 2012年5月16日 2012年7月11日 2012年9月12日 2013年1月9日 | 津田大介（ジャーナリスト）                                                |
| 2012年1月26日 | 松沢成文（当時：筑波大学、聖マリアンナ医科大学客員教授、元神奈川県知事）  |
| 2012年2月9日 | 神保哲生（ビデオニュース・ドットコム代表取締役）                          |
| 2012年2月15日 | 藤田正美（ジャーナリスト、元ニューズウィーク日本版編集長）                |
| 2012年2月16日 | 平野和之（経済評論家、当時：横浜市議会議員）                              |
| 2012年3月1日 2012年3月22日 | 三橋貴明（作家、経済評論家）                                              |
| 2012年4月11日 2012年4月18日 2013年7月3日 | 岸博幸（慶應義塾大学大学院教授）                                          |
| 2012年5月9日 2012年6月27日 2016年5月4日 2017年2月2日 2017年5月3日 | 田中秀臣（経済学者、上武大学ビジネス情報学部教授）                        |
| 2012年8月1日 2012年11月21日 2013年9月10日 2014年2月4日 2014年7月8日 2015年11月17日 2016年4月12日 2016年7月5日 2016年10月6日 2016年11月3日 2016年12月22日 2017年3月9日 2017年8月31日 2017年10月11日 2017年11月8日 2017年12月14日 2017年12月26日 2018年3月14日 | 飯田泰之（経済学者、明治大学政治経済学部准教授）                          |
| 2012年8月30日 | 須田慎一郎（ジャーナリスト）                                              |
| 2012年9月26日 2012年11月7日 2012年12月5日 2013年1月16日 2013年3月13日 2013年5月1日 2013年6月26日 2013年9月4日 2013年9月25日 2013年11月20日 2013年12月25日 2014年2月12日 2014年3月19日 2014年5月21日 2014年7月16日 2014年9月3日 2014年10月8日 2014年11月26日 2015年1月21日 2015年7月15日 2016年3月1日 2016年5月4日 2016年7月13日 2016年8月22日 2016年9月28日 2016年11月16日 2017年1月4日 2017年2月15日 2017年4月5日 2017年5月3日 2017年6月21日 2017年8月16日 2017年10月25日 2017年12月6日 2018年1月3日 2018年2月27日 2018年3月21日 | 上念司（経済評論家）                                                      |
| 2012年10月17日 2013年8月27日 2014年4月23日 2014年6月11日 2014年8月20日 2014年10月15日 2014年12月10日 2014年4月15日 2014年12月10日 2015年12月1日 2016年3月29日 2016年12月7日 | 佐藤優（作家、元外務省官僚）                                              |
| 2012年11月14日 2012年7月10日 2017年9月12日 | 石川和男（政策アナリスト、社会保障経済研究所代表、元東京財団上席研究員）  |
| 2012年11月28日 2013年1月8日 2013年5月29日 | 加藤清隆（政治評論家、当時：時事通信社特別解説委員）                      |
| 2012年12月6日 2012年12月19日 2013年2月6日 2013年4月3日 2013年8月7日 2013年9月11日 2013年11月26日 2014年1月14日 2014年3月4日 2014年5月28日 2014年9月10日 2014年11月19日 2015年7月1日 2015年9月16日 2016年1月27日 2016年7月14日 2016年8月8日 2016年10月2日 2017年1月3日 2017年3月8日 2017年4月26日 2017年7月4日 2017年8月30日 2017年10月31日 2017年11月22日 2018年1月24日 2018年2月14日 2018年3月20日 | 潮匡人（評論家）                                                          |
| 2013年1月23日 2013年2月27日 2013年4月10日 2013年6月5日 2013年7月17日 2013年8月21日 2013年10月9日 2013年11月13日 2013年12月18日 2014年2月5日 2014年3月12日 2014年6月18日 2014年8月6日 2014年11月12日 2014年12月18日 2015年1月22日 2015年4月1日 2015年5月27日 2017年1月11日 2017年5月10日 2017年6月28日 2017年8月9日 2017年10月4日 2017年11月29日 2018年1月30日 | 藤井厳喜（国際政治学者）                                                  |
| 2013年1月30日 2013年3月6日 2013年5月8日 | 原田武夫（原田武夫国際戦略情報研究所代表）                                |
| 2013年3月27日 2013年5月15日 2013年7月24日 2013年10月16日 | 渡邉哲也（経済評論家）                                                    |
| 2013年5月22日 2013年7月10日 | 井上和彦（軍事ジャーナリスト）                                            |
| 2013年9月24日 | 宇野常寛（評論家）                                                        |
| 2013年10月30日 2014年1月28日 | 福山隆（元陸将）                                                          |
| 2013年11月6日 2014年1月15日 | 歳川隆雄（ジャーナリスト、インサイドライン編集長）                        |
| 2013年12月4日 2014年1月29日 2014年2月26日 2014年6月25日 2014年9月24日 2014年12月16日 2015年1月28日 2015年5月13日 2015年9月9日 2016年1月19日 | 菅原出（国際政治アナリスト）                                              |
| 2014年4月2日 2014年7月23日 2014年8月13日 2015年1月14日 2015年2月25日 2015年4月29日 2015年6月3日 2015年8月12日 2015年12月1日 | 小川和久（軍事アナリスト）                                                |
| 2014年4月30日 2014年7月2日 2014年11月5日 2015年7月22日 2016年3月9日 2016年8月10日 2017年9月20日 | 奥山真司（地政学者）                                                      |
| 2014年11月4日 | 小野一起（元共同通信記者・作家）                                          |
| 2015年2月4日 2015年3月18日 | 片岡剛士（エコノミスト）                                                  |
| 2015年3月25日 2015年6月17日 2015年9月29日 2015年11月10日 2016年3月23日 2016年5月24日 2017年2月8日 2017年8月2日 2017年11月1日 2018年2月14日 | 神保謙（慶應義塾大学総合政策学部准教授）                                  |
| 2015年6月30日 2015年9月2日 2016年2月18日 2016年7月19日 2016年10月9日 2016年11月19日 2017年1月18日 2017年6月7日 2017年7月19日 2017年8月23日 2017年10月17日 2018年1月17日 2018年3月28日 | 三浦瑠麗（国際政治学研究者）                                              |
| 2015年8月5日 2016年1月13日 2016年6月30日 2018年2月7日 | 末延吉正（ジャーナリスト、元テレビ朝日政治部部長）                        |
| 2016年7月27日 2016年8月17日 2016年6月30日 2016年10月5日 2016年12月14日 2017年2月22日 2017年5月31日 2017年9月27日 2017年12月13日 2018年1月31日 2018年2月21日 | モーリー・ロバートソン（国際ジャーナリスト、DJ）                          |
| 2016年6月30日 2016年7月12日 2016年8月3日 2016年9月14日 2016年10月20日 2016年10月26日 2017年1月25日 2017年3月1日 2017年4月12日 | 山口敬之（ジャーナリスト、元TBSテレビワシントン支局長）                   |
| 2016年9月7日 2017年7月25日 | 細谷雄一（国際政治学者、慶應義塾大学法学部教授）                          |
| 2016年11月2日 2017年3月8日 | 桜林美佐（防衛ジャーナリスト、ニッポン放送報道部契約アナウンサー デスク） |
| 2017年6月6日 2017年7月12日 | 福富満久（国際政治学者、一橋大学大学院社会学研究科地球社会研究専攻教授）  |
| 2017年8月8日 2017年9月6日 | 佐々木俊尚（ジャーナリスト、元毎日新聞社、月刊アスキー記者）              |

| SPECIAL FUTURE                               | SPECIAL FUTURE                                                          |
| 日時                                         | ゲスト                                                                  |
| -------------------------------------------- | ----------------------------------------------------------------------- |
| 2014年9月11日 2015年7月23日                  | 安倍晋三（当時：内閣総理大臣、自由民主党総裁）                          |
| 2013年2月21日                                | 新藤義孝（当時：総務大臣）                                              |
| 2012年6月25日                                | 田中康夫（新党日本代表）                                                |
| 2013年4月1日 2017年4月18日                   | 小沢一郎（生活の党代表）                                                |
| 2015年8月24日                                | 宮嶋茂樹（報道カメラマン）                                              |
| 2015年8月25日 2016年4月21日                  | 本田悦朗（内閣官房参与）                                                |
| 2015年8月26日 2016年12月14日                 | ケント・ギルバート （タレント、カリフォルニア州弁護士）                 |
| 2015年8月27日                                | 長島昭久（民主党衆議院議員、元防衛大臣）                                |
| 2015年9月1日 2017年5月23日                   | 武藤正敏（元在大韓民国特命全権大使）                                    |
| 2015年10月19日 2016年12月12日                | 鈴木宗男（新党大地代表、元衆議院議員）                                  |
| 2015年10月21日 2017年8月21日                 | 石平（評論家）                                                          |
| 2015年10月22日                               | 仲井眞弘多（元沖縄県知事）                                              |
| 2015年10月26日                               | ラビア・カーディル（ウイグル人人権運動家、世界ウイグル会議議長）        |
| 2015年12月15日                               | 小池晃（日本共産党）                                                    |
| 2015年12月16日                               | 金美齢（評論家）                                                        |
| 2015年12月17日                               | 折木良一（元統合幕僚長、防衛大臣政策参与）                              |
| 2016年2月3日 2017年5月4日                    | 金子洋一（民主党参議院議員）                                            |
| 2016年2月15日                                | 田嶋陽子（元社民党参議院議員、女性学研究家）                            |
| 2016年2月16日                                | 竹中平蔵 （経済学者、慶應義塾大学総合政策学部教授）                     |
| 2016年2月18日                                | 稲田朋美（元自由民主党政調会長、元防衛大臣）                            |
| 2016年3月16日                                | 井本勝幸（僧侶、ビルマ統一民族連邦評議会コンサルタント）                |
| 2016年4月18日                                | 金慶珠（東海大学教養学部国際学科専任教授）                              |
| 2016年4月19日                                | 花田紀凱（月刊Hanada編集長）                                            |
| 2016年4月20日 2017年8月22日                  | 森永卓郎（経済アナリスト）                                              |
| 2016年6月13日                                | 宋文洲（経営評論家、ソフトブレーン株式会社創業者）                      |
| 2016年6月14日 2016年12月15日 2017年8月15日   | 田原総一朗（ジャーナリスト）                                            |
| 2016年6月15日                                | 野口健（アルピニスト）                                                  |
| 2016年8月11日                                | 藤井誠二（ノンフィクション作家）                                        |
| 2016年8月22日 2018年2月28日                  | 宮家邦彦（キヤノングローバル戦略研究所 研究主幹）                       |
| 2016年8月24日                                | ジョン・ムウェテ・ムルアカ（国際政治評論家）                            |
| 2016年9月1日 2017年4月11日                   | 馬淵澄夫（衆議院議員、民主党幹事長代行、元国土交通副大臣）              |
| 2016年10月13日 2016年12月13日 2017年12月19日 | 藤井聡（内閣官房参与、京都大学大学院教授）                              |
| 2016年10月17日                               | 中谷元（自民党衆議院議員、元防衛大臣）                                  |
| 2016年10月17日                               | 渡辺周（民進党衆議院議員）                                              |
| 2016年10月18日                               | 浜田宏一（イエール大学名誉教授）                                        |
| 2016年11月21日 2017年4月17日 2018年3月13日   | 辺真一（ジャーナリスト、コリア・レポート編集長）                        |
| 2016年12月1日 2017年5月30日 2017年12月12日   | 井上達夫（法哲学者、東京大学大学院教授）                                |
| 2016年12月8日 2017年3月16日 2017年11月21日   | 井上智洋（駒澤大学准教授）                                              |
| 2017年2月16日 2017年3月23日                  | 曽我豪（朝日新聞東京本社政治部編集委員）                                |
| 2017年2月20日                                | 石破茂（元防衛大臣、地方創生担当大臣、自由民主党幹事長）                |
| 2017年2月21日                                | 駒崎弘樹（NPO法人フローレンス代表）                                     |
| 2017年2月22日 2017年5月17日 2017年11月15日   | 高橋和夫（国際政治学者、放送大学教授）                                  |
| 2017年3月28日                                | 赤川学(社会学者、東京大学大学院人文社会系研究科准教授)                  |
| 2017年4月20日                                | 下村博文（自民党衆議院議員、元文部科学大臣）                            |
| 2017年4月25日                                | 中川淳一郎（PRプランナー、ネットニュース編集者）                        |
| 2017年5月2日 2018年1月9日                    | 中村逸郎（筑波大学教授）                                                |
| 2017年5月9日 2018年1月16日                   | 小原凡司（笹川平和財団特任研究員、元東京財団研究員）                    |
| 2017年5月16日 2017年8月1日 2018年2月6日      | 村上尚己（アライアンス・バーンスタインエコノミスト）                    |
| 2017年6月12日                                | 北側一雄（公明党副代表）                                                |
| 2017年6月13日 2017年11月21日                 | 松尾匡（立命館大学教授）                                                |
| 2017年6月13日                                | 山本太郎（生活の党と山本太郎となかまたち共同代表）                      |
| 2017年6月15日                                | 浅田均（日本維新の会）                                                  |
| 2017年6月27日 2017年10月10日 2018年3月28日   | 古川勝久（元国連安全保障理事会北朝鮮制裁委員会 専門家パネル委員）       |
| 2017年7月3日                                 | 小池百合子（東京都知事、元防衛大臣）                                    |
| 2017年7月11日                                | 吉川元偉 （元国連大使、国際基督教大学特別招聘教授）                     |
| 2017年7月18日 2018年2月20日                  | 篠田英朗 （政治学者、東京外国語大学大学院総合国際学研究院教授）         |
| 2017年8月29日                                | 小谷哲男（日本国際問題研究所主任研究員）                                |
| 2017年9月12日                                | 北田暁大（社会学者、東京大学大学院情報学環情報学環教授）                |
| 2017年9月19日                                | 山口真由（弁護士、元財務省官僚）                                        |
| 2017年9月26日                                | 石橋文登（産経新聞東京本社 政治部部長）                                 |
| 2017年10月3日 2017年11月21日                 | 安達誠司（エコノミスト、丸三証券経済調査部長）                          |
| 2017年10月16日                               | 高英起（デイリーNKジャパン編集長）                                      |
| 2017年10月18日                               | 田崎史郎（当時：時事通信社特別解説委員）                                |
| 2017年10月24日                               | 田村秀男（産経新聞特別記者、編集委員兼論説委員）                        |
| 2017年11月7日                                | 萱野稔人（哲学者、津田塾大学総合政策学部教授）                          |
| 2017年11月9日                                | ロバート・D・エルドリッヂ（政治学者、元在沖縄米軍海兵隊外交政策部次長） |
| 2017年11月14日                               | 野口旭（経済学者、専修大学経済学部教授）                                |
| 2017年11月28日                               | 佐々木閑（仏教学者、真宗高田派僧侶）                                    |
| 2017年12月5日                                | 黒井文太郎（軍事ジャーナリスト）                                        |
| 2017年12月11日                               | 森本敏（拓殖大学教授、元防衛大臣）                                      |
| 2017年12月13日                               | 池内恵（イスラム研究者、東京大学先端科学技術研究センター准教授）        |
| 2018年1月23日                                | 宮下洋一（ジャーナリスト）                                              |
| 2018年2月13日                                | 先崎彰容（倫理学者、日本大学危機管理学部教授）                          |
| 2018年2月26日                                | 玉木雄一郎（希望の党代表）                                              |
| 2018年3月6日                                 | 南直哉（曹洞宗禅僧、福井県霊泉寺住職）                                  |
| 2018年3月27日                                | 岩田規久男（前日本銀行副総裁）                                          |

### その他の出演者
肩書無しはニッポン放送のアナウンサー
飯田の夏季休暇取得時及び中継レポート時の代理パーソナリティ及びスタジオアシスタント
- 松嶋初音（タレント） - 2012年11月5日、6日
- 箱崎みどり - 2012年11月7日、2013年9月24日、25日、2014年7月9日、2017年3月9日、2017年7月5日、 2018年2月13日[注 35]
- 眞鍋かをり（タレント） - 2012年11月8日
- あゆか（タレント) - 2013年9月23日、2014年7月7日[注 36]
- 増田みのり（当時：ニッポン放送アナウンサー） - 2013年9月26日、2016年2月25日
- 新保友映（当時：ニッポン放送アナウンサー） - 2014年7月8、10日[注 37]、2016年2月22日、2017年3月8日、2017年7月4日
- 新行市佳 - 2016年2月23日、10月31日、2017年3月7日、2017年7月3日、2018年2月12日[注 35][14]、2018年2月14日[注 35]
- 垣花正 - 2016年2月24日、2017年7月6日
- 東島衣里 - 2016年11月1日
- 増山さやか - 2016年11月3日、2018年3月7日[注 15]
- ひろたみゆ紀 - 2017年3月6日

リポーター
- 月、水曜日：朝妻久実（フリーアナウンサー） - 2016年10月3日 - 2018年3月29日
- 火、木曜日：ひろたみゆ紀 (当時：フリーアナウンサー) - 2013年9月26日 - 2015年9月24日[注 38]、2016年10月4日 - 2018年3月30日

ナレーション
- ALAN J (ラジオパーソナリティ、ナレーター) [注 39]

### 過去出演者
レギュラーコメンテーター
- 東国原英夫（当時：前宮崎県知事）水曜日、2012年1月11日 - 2012年10月31日[注 40]
- 角谷浩一（ジャーナリスト）火曜日、2012年1月10日 - 2013年6月25日
- 勝谷誠彦（コラムニスト）月曜日、2012年1月9日 - 2016年3月28日
- 青山繁晴（参議院議員、前株式会社独立総合研究所 代表取締役社長） 木曜日、2012年1月19日 - 2016年6月16日[注 41]、2016年7月11日、2016年8月23日、9月20日、11月22日、12月6日、15日、2017年4月13日、7月26日、8月24日、11月2日、12月20日、2018年3月29日

リポーター
- 山部朱里（当時：フリーアナウンサー） 火曜日、2014年3月4日 - 4月29日[注 42]
- 上田郁代（タレント、舞台女優） 月、火曜日、 2012年1月9日 - 2014年2月25日、2014年6月2日 - 2015年9月22日[注 43][15]、2018年3月26日[注 44]
- 林家あずみ（漫談家、タレント） 水曜日、2012年1月11日 - 2015年9月23日
- 新保友映 月・水曜日、2015年9月28日 - 2016年3月23日[注 45]
- 増田みのり - 2012年1月12日 - 2013年9月19日[注 46]、2015年9月29日 - 2016年9月29日[注 47]

## タイムテーブル
生放送につき、記載されている時間は目安。ほとんどのコーナーは単発期間中に放送したものである。
| タイムテーブル | タイムテーブル                                           | タイムテーブル |
| 時刻           | 内容                                                     | 備考 |
| -------------- | -------------------------------------------------------- | --- |
| 16:00.00       | オープニング                                             | コメンテーター、飯田の順に挨拶、コメンテーターがゲストの場合は飯田が先となる。 日経平均株価・終値と東京外国為替市場・USドルの値を紹介。 |
| 16:10.00       | NEWS PICK-UP 7（パート1）                                | 番組がピックアップしたニュース7項目の解説を行う。ただし、重点ニュースが多いときや SPECIAL FEATUREを行うときは項目を減らしたうえでNEWS PICK-UPとする。 前半3〜4本を紹介。後半は17時台。なお、原則4本紹介するが重点的にニュース解説を行う 場合、本数を減らし後半にスライド。 FOCUSを休止して前半本数を消化するなどして対応。 |
| 16:30.00       | ニッポン放送交通情報（警視庁）                           | |
| 16:32.00       | THE FOCUS                                                | コメンテータが気になった話題を掘り下げる。スペシャルウィーク時に対談形式に なる前のコーナーでもあった。 PICK-UPが伸びた場合はこの時間の話題を5時の頭に持っていくことがある。 |
| 16:40.00       | 夕刊フジ そこまで言うか!                                 | 番組からのお知らせ、またはリスナーからのメールに対してトークをする時間であるが、 時間調整の犠牲になりやすく、最悪の場合は中身が正味30秒前後に留まることもある。 |
| 16:43.00       | 快適生活ラジオショッピング                               | この番組ではライフサポートのショッピングキャスターと飯田の掛け合いで放送。 録音放送なので飯田が休暇時もそのまま出演する。 金曜日の『金曜ブラボー。』も飯田が担当。 |
| 16:49.00       | 街角ステーション 噂を求めてどこまでも!                   | NRN系列企画ネットの中継コーナー。前番組からの継続、木曜はスポンサーの関係で その関連施設からのレポートになることが多い。 |
| 16:55.00       | FM93 AM1242 WEATHER INFORMATION 〜ニッポン放送天気予報〜 | |
| 16:56.00       | ニッポン放送交通情報（九段センター）                     | |
| 16:57.00       | ショウアップナイターの予告（ナイターシーズンのみ）       | ただし、時間があればメッセージやツイート紹介 |
| 17:00.00       | メッセージ紹介 THE FOCUS（補填枠）                       | 16時台同様にコメンテーター、飯田の順に挨拶。 "THE FOCUS"の時間が足りない場合や本来の時間に放送できなかった場合はここで 補填する。 |
| 17:07.00       | 5時の産経新聞ニュース                                    | 担当：原則、上村貢聖（月・火）、井土厚（水・木）だが、 畑中秀哉、岡宏、宮崎裕子が代行することもある。 |
| 17:11.00       | NEWS PICK-UP 7（パート2）                                | 「SPECIAL FEATURE」が構成された場合は、後半パートのみで2、3本ニュースを扱う。 また、トークの尺によって、ニュースラインナップが全て消化出来ない場合は、 ヘッドラインのみ紹介する場合が存在する |
| 17:26.00       | ニッポン放送交通情報（首都高）                           | |
| 17:27.00       | エンディング                                             | プレゼント募集が行われた場合はここの枠で当選者発表。時間がある場合はメッセージ紹介 |

特別企画
- SPECIAL FEATURE - 視聴率聴取週間の討論企画やアンカーマンらによる取材もの、スペシャルゲストをよんだ際の対談等の特別企画を放送する。NEWS PICK-UPのどちらかが休止になる例が多く、パート1が休止の場合はTHE FOCUSまで延長することがある。

終了したもの
- ニッポン放送 ソチ情報エキスプレス（2014年2月6日 - 20日）[注 55]
- ニュース百人組手! - リスナーから寄せられたニュースに対する質疑メッセージを紹介し、青山がそれに対して返答するコーナーである。2012年10月4日からALAN Jによるこのコーナー専用のジングルが作られた。青山がレギュラー出演していた木曜、若しくはレギュラー降板後、ゲスト出演時にも当該コーナーを前半若しくは後半に組んで番組進行していた。

## 放送時間

### 放送終了時点
※JST表記
- 月 - 木曜 16:00 - 17:30 - 2012年4月2日 - 2018年3月29日

### 過去
- 月 - 木曜 16:00 - 17:40 - 2012年1月9日 - 2012年3月29日

## 特別番組

### ごごばん!スペシャル ザ・ニュースショー〜そこまで言うか!
当番組開始前の2011年の8月、10、12月の聴取率調査週間に放送された特別番組。放送時間は平日の16:00 - 17:40。以下の日替わりパーソナリティが出演した。
2011年8月22日 - 26日版
月曜日：鳥越俊太郎、火曜日：上杉隆、水曜日：渡邉美樹、木曜日：角谷浩一、金曜日：東国原英夫
2011年10月17日 - 21日版
月曜日：勝谷誠彦、火曜日：テリー伊藤、水曜日：鳥越俊太郎、木曜日：角谷浩一、金曜日：東国原英夫
2011年12月12日 - 16日版
月曜日：勝谷誠彦、火曜日：テリー伊藤、水曜日：細野真宏、木曜日：角谷浩一、金曜日：東国原英夫

### 青山繁晴のサンデー ズバリ! ラジオ
当番組開始前の2012年1月1日、19:30 - 20:30放送。2011年度のニッポン放送ナイターオフ番組である『サンデー ズバリ!ラジオ』の枠を使い、木曜のコメンテーターである青山が参加（出演）、実質『ザ･ボイス』のパイロット番組として放送された特別番組である。放送内容のベースは、青山が出版した著書「ぼくらの祖国」の内容を元に飯田とトークを進行し、また、青山自身の趣味の話を行った。また、『ザ･ボイス』では行っていないパーソナリティがチョイスした曲も流した。

### ごごばん!スペシャル そこまで言うか!
2012年上半期のスペシャルウィーク期間中、レギュラー放送である『ごごばん! フライデースペシャル』を休止し、『ごごばん!スペシャル そこまで言うか!』を放送した。変更点は番組ジングルから『ザ・ボイス』の声が抜ける以外は特に変わりなく、『ザ・ボイス』の平常放送と同じスケジュールで進行する。また、「NEWS PICKUP 7」と「THE FOCUS」のコーナー部分のポッドキャスト配信も同様の扱い。コメンテーターはテリー伊藤（2月24日）、高橋洋一（4月20日、6月15日）、宮崎哲弥（8月24日）が務めた。なお、2012年10月から新番組として、2月の放送を担当したテリーによる『テリー伊藤のフライデースクープ そこまで言うか!』がスタートされ、実質パイロット番組となった。

### 青山繁晴・水道橋博士のニッポンを考えナイト
2013年6月16日（日曜）18:00 - 21:30放送。公私ともに交流の深い青山繁晴、水道橋博士が「ニッポンの将来を考える」として語り合う番組。なお、アシスタントとして飯田も出演。
『ザ･ボイス』の番組開始以降、番組内にて青山は通常放送時間内で発信する時間が短いため、「水道橋博士と『オールナイトニッポン』をやりたい!」と述べていた。
「全てのニュースは『根っこ』で繋がっている」がキーワードの木曜ボイスの拡大版として2013年6月期スペシャルウィークの特別番組時間帯にて形は異なってはいるが、その発言が叶った番組編成である。元々トークテーマ案は存在していたが、事前の打合せ事が嫌いな青山の意向と放送日前日に2人が過去レギュラー出演していた『たかじんNOマネー』（テレビ大阪）での生放送中の番組降板経緯が話題になったため、当該話題と青山繁晴（半生のエピソード）伝説、リスナーの質問ベースにて番組進行された。

### 選挙特別番組
当該番組開始前の選挙特別番組は『ニッポン放送 衆議院選挙開票スペシャル』（2009年）、『黒岩祐治と池上彰のまるわかりニッポン!参院選開票スペシャル』（2010年） を編成していたが、
番組開始後の『第46回衆議院議員総選挙』以降は当番組を核とする特別番組が放送されている。

#### ザ・ボイス 衆議院選挙スペシャル そこまで言うか!
2012年12月16日、19:59 - 25:00放送。第46回衆議院議員総選挙の選挙特別番組。アンカーマンを飯田浩司、開票キャスターを森田耕次、コメンテーター（スタジオ出演）を勝谷誠彦（前半 22:00前迄）、加藤清隆（後半 21:45頃以降）が務めた。また、青山繁晴、長谷川幸洋、上念司、飯田泰之が電話出演した。なお、メールアドレスのヘッダが通常の「voice@」ではなく「senkyo@」であった。
ネット局（24時台をネット受け）
- STVラジオ[注 64]
- 茨城放送
- 西日本放送ラジオ

#### ザ・ボイス 参議院選挙もそこまで言うか!
2013年7月21日、19:55 - 24:00放送。第23回参議院議員通常選挙の選挙特別番組。アンカーマンを飯田浩司、開票キャスターを森田耕次、コメンテーター（スタジオ出演）を勝谷誠彦（前半）、長谷川幸洋（後半）、上念司が務めた。また、宮崎哲弥、青山繁晴が電話出演した。
ネット局（23時台をネット受け）
- STVラジオ
- 秋田放送[注 67]
- 茨城放送（同上）
- 西日本放送

## 年末年始
年末年始は原則として休止され、12月30日ごろに当番組をベースとした「年末特別番組」が編成される。なお、当番組は録音となるため、内包される交通情報や天気予報は別のアナウンサーが担当する。新春特番についてはニッポン放送番組一覧#新春番組も参照のこと。

### 2013年 東京スカイツリーからおめでとう! ニッポン放送 初日の出放送局
2013年1月1日、5:00 - 11:30放送。ニッポン放送の新春早朝特番として『初日の出放送局』と冠が付く番組を放送し、その番組パーソナリティを飯田が担当した。東京スカイツリー第1展望台（350m地点）の特設ステージ、ならびにTokyo Skytree Town Studioから生放送した特別番組。レポーターをnico、房みどりが務め、ゲストに竹田恒泰、佐々木俊尚が登場した。

### ザ・ボイス そこまで言うか スペシャル「辺野古の声」
2013年12月30日、16:00 - 17:00放送。飯田が沖縄県名護市辺野古地区に赴き、普天間基地移設問題で移設先となるキャンプ・シュワブ拡張工事に対して様々な思いを抱いている周辺住民のインタビューを元に番組構成。

### ザ・ボイス そこまで言うか! 年末スペシャル
2014年12月30日放送（前半：16:00-16:30、後半：16:40-17:30）。全編飯田の取材では無く、前半は『どうなる？アベノミクス！ 宮崎哲弥・飯田泰之 経済対談!』として、宮崎と飯田泰之の対談企画を実施（なお、進行役で飯田も出演）。後半は『密着・不発弾処理隊 今なお眠る2200トンとの戦い』として飯田のレポートを放送した。
2015年以降は特別番組としては編成をせず、アンカーマンである飯田単独で、その日のニュース1項目と特集企画、街角ステーションで番組を構成。2015年・2016年ともに12月28日に放送。

### 元日!サキドリゲッターズ〜2017年の話題をシェア!〜
2017年1月1日、8:30 - 11:30放送。飯田が担当する正月特番で、Radikoプレミアムのシェア機能を用いて、ゲッターズ飯田による2017年占いの決定版や、シェアしたくなる話題をゲストにインタビューする構成。
出演:ゲッターズ飯田、松嶋初音・飯田浩司、ゲスト：TOBI（レ・ロマネスク）、土橋正（ステーショナリー・ディレクター）、中村竜太郎（元週刊文春）、レポーター：朝妻久美

### ザ・ボイス そこまで言うか!スペシャル 福島県の農業は今
2018年1月2日、16:00 - 17:24に放送（17時台のニュースと交通情報は17:24から別枠として放送）。東日本大震災に伴う福島第一原子力発電所事故から7年となるのを前に、福島県の生産者の想いと、県で行われている放射線の検査体制の実態を飯田がレポートする。

## Webコンテンツ

### ネット配信
前述通り、レギュラー放送開始当初からニッポン放送 ポッドキャスティングステーション発の「ポッドキャスト配信」として、番組の放送分で主に「ニュースピックアップ7」を約30 - 40分にまとめたものを毎日配信している。ただし、著作管理上配信不可能な記者会見・楽曲（BGM、ジングル）・実況は一部割愛されているが、コーナーの中で番組の流れから繋がっている場合は、OPトークや「THE FOCUS」も含めて配信している。
また、ニッポン放送がインターネットラジオサービスとして運営していた「Radital」でも番組配信をしていた。これとは別に、Androidスマートフォン向けにリリースされた『ザ・ボイス』専用のスマートフォンアプリケーションでも聴く事が可能とされ、音声に加え番組からのお知らせや飯田のブログを見ることが出来た。
2013年夏から、YouTube公式チャンネルでも配信している。ただし、火曜レギュラー、木曜隔週出演の宮崎の回のみYoutube配信されていなかった が、宮崎出演回の番組前半が2017年4月11日分から番組終了まで「SPECIAL FEATURE（対談）」に変わった事で、同年7月からYoutubeでの配信が開始された。

### オンラインサロン
2018年3月29日をもって当該番組の放送が終了し、『OK! Cozy up!』が開始されたが、実質的にニュースを議論する時間尺が縮減した事を鑑みて、終了から半年後の同年10月1日、番組チーフDであった桐畑と共に前述である「『飯田浩司 そこまで言うか!』プロジェクト」の一環として、同局が使用しているクラウドファンディングサイトのCAMPFIREを経由した、オンラインサロンである「飯田浩司 そこまで言うか!ONLINE」を開設。
月に一度、ニッポン放送社内にてパトロンと称するサポーター（番組リスナー）とニュースを議論するミーティング機会を設け、ミーティングに参加出来ない参加者向けに動画配信を実施している。

## イベント
ニッポン放送が2011年春から催している「うまいもん祭り」のイベントステージにて、2012年9月の第2回から当該番組のイベントが毎年開催された。主に、木曜のレギュラーコメンテーターをしていた青山と飯田とのトークショーを実施。トークショーの模様はポッドキャストにて配信された。トークショー後は、青山の著作のサイン会を開催した。2014年は青山だけでは無く別日に月曜のコメンテーターである勝谷とのトークショーも行われた。また、2015年は催事の会場から生放送を行った。これとは別に、「ニッポン放送 THEラジオパーク in 日比谷」にて番組初の単独イベントを開催。翌日には飯田のみのトークショーも開催された。
番組終了以後も、『飯田浩司 そこまで言うか!』として、ライブイベントを継続的に開催している

### イベント内容
2012年
- 9月21日（金）『ザ・ボイス そこまで言うか!』トークショー（13:00 - 14:00）[22]

2013年
- 3月15日（金）『ザ・ボイス そこまで言うか!』トークショー（12:00 - 13:00）[23]

2014年
- 3月14日（金）『ザ・ボイス そこまで言うか!』トークショー（11:00 - 12:00）[24]
- 3月16日（日）『ザ・ボイス そこまで言うか!』トークショー（14:00 - 15:00）※勝谷出演

2015年
- 3月12日（木）『ザ・ボイス そこまで言うか!』公開生放送（16:00 - 17:30）[25]
- 5月 2日（土）『ザ・ボイス そこまで言うか！』場外乱闘 激論！ ラジオパーク大決戦 in 日比谷（14:00 - 17:30）
- 12月10日（木）『ザ・ボイス そこまで言うか!』場外乱闘 in ロフトプラスワン（19:30 - 22:00） - ゲスト：笠間治雄（元検事総長）

2016年
- 2月12日（金）『ザ・ボイス そこまで言うか!』 場外乱闘 3（19:30 - 22:00） - ゲスト：舞の海秀平（元小結、タレント）

2017年
- 1月14日（土）『ザ・ボイス そこまで言うか!』 場外乱闘 激論!首都大決戦 MEGAMAX 東京国際フォーラム ホールA（15:00 - 18:30）[26] - 長谷川幸洋、有本香、高橋洋一、宮崎哲弥、青山繁晴、上念司、モーリー・ロバートソン／飯田浩司

2018年
- 3月30日（金）『ザ・ボイス そこまで言うか!』 場外乱闘 激論!東京大決戦!! 新宿文化センター（18:00 - 21:00[27]）[28] - 宮崎哲弥[注 71]、高橋洋一[注 71]、有本香、青山繁晴、上念司、飯田泰之、長谷川幸洋[注 72]、ひろたみゆ紀（場内放送）、朝妻久美（グッズ紹介トークコーナー）／飯田浩司

2019年
- 4月15日（土）『飯田浩司 そこまで言うか!』 THE LIVE 有楽町よみうりホール（13:00 - 15:30、17:30 - 20:00） - 昼公演（テーマ：外交・安全保障）青山繁晴、潮匡人、長谷川幸洋、夕方公演（テーマ：経済）飯田泰之、高橋洋一、宮崎哲弥／飯田浩司
- 11月16日（土）『飯田浩司 そこまで言うか!』 THE LIVE 2 有楽町よみうりホール（13:00 - 15:30、17:30 - 20:00） - 昼公演（テーマ：外交・安全保障）青山繁晴、潮匡人、長谷川幸洋、夕方公演（テーマ：経済）飯田泰之、高橋洋一、宮崎哲弥、上念司／飯田浩司

2020年
首相官邸新型コロナウイルス感染症対策本部の「新型コロナウイルス感染症対策の基本方針」による大型イベント自粛要請以後にイープラスがローンチした「Streaming+」にてオンラインでの対談イベントを、同局地下2階に所在するイマジンスタジオにて開催
- 6月27日（土）『飯田浩司 そこまで言うか!』 THE DUEL（14:00 - 16:30[注 73]）青山繁晴／飯田浩司[29][30]
- 10月18日（日）『飯田浩司 そこまで言うか!』 THE DUEL 2（14:00 - 16:30[注 74]）青山繁晴／飯田浩司[31][32]